# Gyarmathy Tihamér
Gyarmathy Tihamér (Pécs, 1915. március 8. – Budapest, 2005. január 9.) Kossuth-díjas magyar avantgárd festő. A II. világháború utáni magyar absztrakció egyik fő képviselője. Gyarmathy Ágnes díszlettervező, jelmeztervező és Rádóczy Gyarmathy Gábor festőművész apja.

## Életpályája
1933-tól tanult a Magyar Képzőművészeti Főiskolán, ahol Vaszary János volt a mestere. 1937-től 1939-ig Olaszország, Franciaország és Németország volt tanulmányainak helyszíne. Ezen tanulmányok alatt kötött ismeretséget kortárs festőkkel, köztük Piet Mondrian, Beöthy István, Hans Arp, André Breton, Max Bill. 1938-ban első önálló kiállítását Párizsban, a másodikat Zürichben rendezte meg.
Tanulmányairól hazatérve került kapcsolatba a magyarországi avantgárd képviselőivel, Kassák Lajossal és Kállai Ernővel. 1945-ben az Európai Iskola, 1946-ban az Elvont Művészek Magyarországi Csoportja és a Galéria a 4 Világtájhoz alapító tagja volt. 1947-ben kiállítása volt Párizsban, 1948-ban pedig Budapesten, azonban még ebben az évben feloszlatták a csoportot és nem kapott több kiállítási lehetőséget.
Több, mint húsz éven keresztül fizikai, majd műszaki munkásként dolgozott, hogy családja megélhetését biztosíthassa. Fellépő betegsége miatt azonban végül nyugdíjazták, ekkortól - nehéz anyagi körülmények közepette - ismét a festészetnek élhetett.
Művei az 1960-as évektől előbb külföldön, később már itthon is kiállításokra kerülhettek. 1968 februárjában az Iparterv kiállítások sorozatát bevezető avantgárd kiállítás egyik részvevője volt a Vásárhelyi Pál Kollégiumban. 1971 után többször járt Nyugat-Európában, 1973-ban körutazást tehetett Afrikában is.
1987-ben 120 művét adta át Pécs városának.
Külföldi és hazai kitüntetései mellett 1991-ben a Magyar Művészeti Akadémia, 1993-ban pedig a Széchenyi Irodalmi és Művészeti Akadémia választotta tagjává.
Magán- és közgyűjtemények őrzik képeit, köztük Bélai György, Sáránszki Péter magángyűjteménye, a Deák Gyűjtemény Székesfehérvárott, a Kiscelli Múzeum Budapesten, a pécsi Janus Pannonius Múzeum, a Szombathelyi Képtár.

## Művészete
Az 1940-es évek elejétől  szürreális nonfiguratív képeket kezdett festeni. A színek, a fények ábrázolása mindvégig nagy szerepet játszott alkotásaiban. Stílusában a szürreális absztrakcióból egy sajátos geometrikus absztrakcióba váltott, mértani figurák által tagolt új jelek, organikus rendszerek jelentek meg képein, melyet Kállai Ernő bioromantikus stílusnak nevezett. Témáit a természetből, az emberi érzésekből, a társadalmak történetéből, s az őt körülvevő, s az általa (is) teremtett környezeti (festő műhelybeli) kultúrából merítette.

## Művei (válogatás)
- Fények és árnyékok (1947, olaj, vászon, 60 x 80 cm; Janus Pannonius Múzeum, Pécs)
- Sírkamra (1950, olaj, ónlemez, 26 x 38 cm)
- Láger (1957, olaj, vászon, 39.0 x 49.0 cm)
- Elmozduló formák (1959)
- Kétneműek (1959, olaj, farost, 127 x 73 cm)
- Atompusztulás (1960, olaj, farost, 79 x 122 cm)
- Ballusztrádok (1965, tusrajz, papír, 21.0 x 30.0 cm)
- Centrális (1966, olaj, papír, 18.0 x 21.9 cm)
- Cím nélkül (1966, kollázs, papír, 86.5 x 61.0 cm)
- Konstruktív találkozás egy struktúrával (1967, olaj, vászon, 66 x 80 cm)
- Szürke és kék körök, négyzetek (1968, tűzzománc, vaslemez, 60,5×90,5 cm)
- Körök és viszonylatok (1971, olaj, vászon, 62 x 100 cm)
- Burjánzás (1973, akvarell, papír, 58.5 x 57.5 cm)
- Az ember és ami körülveszi : kozmosz (1985, olaj, vászon, 120 x 200 cm)
- Fénnyel szemben (1986, olaj, vászon, 90 x 100 cm)
- Centrális fény (1989, olaj, vászon, 80×80 cm)

## Kiállítások (válogatás)[8]

### Egyéni
- 1938 • Párizs, Zürich
- 1947 • Galéria a 4 Világtájhoz, Budapest
- 1948 • Képzőművészek Szabadszervezete, Budapest (kat.)
- 1963 • Varsó
- 1964. Rédey műterem, Budapest [Rédey Sándorral]
- 1965 • Miasta M. [Janina Zamojtellel], Wrocław (kat.) • Sarp Klub, Gdańsk • G. Arsenal, Poznań (PL)
- 1966 • Rákosligeti Kultúrház, Budapest
- 1968 • Központi Fizikai Kutató Intézet Klubja, Budapest
- 1972 • Egyetemi Galéria, Stuttgart
- 1973 • Galerie l'Ecuer, Brüsszel • Galerie Campo, Antwerpen • Bujumbura (Burundi)
- 1977 • G. dell'Incisione, Milánó (kat.)
- 1977-1978 • Bologna • Bázel • Washington
- 1978 • Komárom Megyei Művelődési Központ, Tata
- 1979 • Műcsarnok, Budapest (gyűjt., kat.)
- 1980 • Bács-Kiskun Megyei Művelődési Központ, Kecskemét
- 1982 • Magyar Nemzeti Galéria, Budapest • Uitz Terem, Dunaújváros
- 1983 • Téridő, Pécsi Galéria, Pécs
- 1986 • Gyarmathy Tihamér kiállítása Kállai Ernő emlékére, Műcsarnok, Budapest (kat.)
- 1987 • Fehér-fekete, Budapest Galéria (kat.), Budapest • Művészetek Háza, Pécs (gyűjt., kat.)
- 1991 • Szentendrei Képtár • Budapest Galéria, Budapest • Janus Pannonius Múzeum, Pécs
- 1993 • Akadémiai székfoglaló kiállítás Körmendi Galéria, Budapest
- 1994 • Válogatás Gyarmathy Tihamér műveiből, Körmendi Galéria, Budapest
- 1995 • Gyarmathy Tihamér életmű-kiállítása, Budapesti Történeti Múzeum, Budapest (gyűjt., kat.)
- 1998 • Erdész Galéria, Szentendre
- 1999 • Magyar Újságírók Országos Szövetsége Székház
- 2000 • Körmendi Galéria, Sopron
- 2004 • Collegium Hungaricum • Magyar Kulturális Intézet
- 2005 • Kortárs Művészeti Intézet • Fővárosi Képtár - Kiscelli Múzeum • Körmendi Galéria, Budapest.
- 2005. február 21 - március 11. • Gyarmathy Tihamér (1915-2005) első emlékkiállítása, Pécsi Művészetek és Irodalom Háza; 2005. március 8. – 2005. április 17. • Tisztelet Gyarmathy Tihamérnak, Fővárosi Képtár - Kiscelli Múzeum.
- 2006 • Gyarmathy Tihamér emlékkiállítása, Magyar Képzőművészek és Iparművészek Szövetsége, Budapest.
- 2008 • Gyarmathy Tihamér kiállítása, Pólus Palace Galéria (P.P.G.), Göd; Gyarmathy Tihamér festőművész kiállítása a Körmendi-Csák Gyűjtemény anyagából, Körmendi Galéria, Sopron, Artner Palota; Kiállítás Gyarmathy Tihamér festőművész Wehinger Gyűjteményben levő alkotásaiból, Kieselbach Galéria és Aukciósház, Budapest.

### Csoportos
- 1932 • Pécsi Képzőművészek és Műbarátok 10 éves jubileumi kiállítása, Pécs
- 1933 • Pécsi Képzőművészek és Műbarátok tehetségkutató kiállítása, Pécs
- 1934 • Tavaszi tárlat, Műcsarnok, Budapest
- 1946 • Az elvont művészet I. magyar csoport kiállítása, Képzőművészek Szabadszervezete, Budapest
- 1947 • Az Európai Iskola csoportkiállítása, Budapest • Új világkép, a Galéria a 4 Világtájhoz kiállítása, Misztótfalusi könyvesbolt, Budapest • Az elvont művészet II. csoportkiállítása, Képzőművészek Szabadszervezete, Budapest • A Réalité Nouvelles I. Nemzetközi Kiállítása, Párizs • Magyar Képzőművészeti kiállítás, Manchester
- 1957 • Tavaszi Tárlat, Műcsarnok, Budapest
- 1964 • Magyar Képzőművészek Csoportkiállítása, Manes G., Prága • Magyar nonfiguratív művészek csoportkiállítása, Mala Scena G., Pozsony
- 1968 • Hagyományok, Budapesti Műszaki Egyetem Építész Kollégium Bercsényi Klubja
- 1969 • Magyar Művészet 1945-1969, Műcsarnok, Budapest
- 1970 • Mai Magyar Képzőművészet, Poznań, Łódż, Szczecin • In memoriam Kassák, Szent István Király Múzeum, Székesfehérvár
- 1971 • Új művek, Műcsarnok, Budapest
- 1973 • Európai Iskola. A huszadik század magyar művészete, Csók Képtár, Székesfehérvár
- 1976 • Italia 2000 '76, Castello Maschino Angiolno, Nápoly, 1979 • Présence Paris-Budapest, L'Orangerie du Jardin du Luxembourg, Párizs
- 1980 • XII. Festival International de la Peinture, Cagnes-sur-Mer (FR) • Rencontre Hongrois d'Arcueil, Párizs
- 1981 • Allegro Barbaro, Wilhelm Lehmbruck Museum, Duisburg (D)
- 1982 • Országos Képzőművészeti Kiállítás, Műcsarnok, Budapest • Kállai Ernő emlékezete, Óbudai Galéria, Budapest • Magyar művészek, Stockholm • Az ismeretlen Európai Iskola, Budapest Galéria, Budapest
- 1985 • 101 tárgy. Objektművészet Magyarországon (1955-85), Óbuda Galéria, Budapest
- 1991 • Hatvanas évek. Új törekvések a magyar képzőművészetben, Magyar Nemzeti Galéria, Budapest
- 1997 • A Merits-gyűjtemény, Szent István Király Múzeum, Székesfehérvár • Magyar Szalon '97, Műcsarnok, Budapest • Olaj/Vászon, Műcsarnok, Budapest
- 1999 • Csíki Székely Múzeum (Körmendi-Csák Gyűjtemény kiállítása) • Kovács Máté Városi Művelődési Központ és Könyvtár
- 2000 • Art Budapest 3. Nemzetközi Művészeti Vásár
- 2001 • Kortárs Magyar Művészet a Körmendi-Csák Gyűjteményben, Tallinn
- 2004 • Körmendi Galéria, Budapest • Kovács Máté Városi Művelődési Központ és Könyvtár
- 2005 • Burgenländische Landesgalerie, Eisenstadt
- 2006 • Kassa, Vychodoslovenska Galéria (Körmendi-Csák Gyűjtemény kiállítása) • Pilsen, Zapadoceska Galéria (Körmendi-Csák Gyűjtemény kiállítása).
- 2007 • Kortárs magángyűjtemények X. – Bélai György gyűjteménye (Kiállító művészek: Balogh László, Barabás Márton, Bartl József, Csernus Tibor, El Kazovszkij, Gyarmathy Tihamér, Győri Márton, Harasztÿ István, Jovián György, Kelemen Károly, Lossonczy Tamás, Marosán Gyula, Orbán Attila, Ottó László, Soós Nóra, Szemadám György, Szikora Tamás, Váli Dezső, Záborszky Gábor). Godot Galéria, Budapest;
- 2008 • Gyarmathy Tihamér és Rádóczy Gyarmathy Gábor kiállítása, Forrás Galéria, Budapest.
- 2009 • Gyarmathy Tihamér és Pauer Gyula kiállítása, Regionális Összművészeti Központ (REÖK), Szeged.
- 2010 • Kortárs Magángyűjtemények XV. - Válogatás Sáránszki Péter gyűjteményéből (Kiállító művészek: Csáji Attila, Frey Krisztián, Galántai György, Gyarmathy Tihamér, Hencze Tamás Jovián György. Godot Galéria, Budapest • 89 Eufória - Kiállító művészek: Dús László, Gyarmathy Tihamér, Konok Tamás, Nádler István, Swierkiewicz Róbert, Szabados Árpád). Tat Galéria, Budapest.

## Díjak, elismerések[8]
- Kormányzósági Ezüstkupa, Nápoly (1977)
- XII. Festival Cagnes-sur-Mer (Franciaország), a zsűri különdíja (1980)
- Érdemes művész (1985)
- Kiváló művész (1987)
- Kossuth-díj (1990)
- Herczeg Klára-díj (senior, 2000)